# Tarmount
Tarmount (em árabe: تارمونت) é uma cidade e comuna localizada na província de M'Sila, Argélia. Segundo o censo de 2008, a população total da cidade era de 9 954 habitantes.